# Oberfeldwebel
Oberfeldwebel  (OFw ou OF) est le deuxième grade le plus bas des sous-officier dans l'armée de terre allemande (Heer) ainsi que dans l'armée de l'air (Luftwaffe).

## Historique
Ce grade a été introduit pour la première fois dans la Reichswehr, les forces armées de la république de Weimar en 1920. On le retrouve dans la Wehrmacht ; il est alors l'équivalent d’adjudant-chef dans l’armée française.
Le grade équivalent à Oberfeldwebel dans la Waffen-SS est le SS-Hauptscharführer de 1938 jusqu'à 1945.
Ce grade a été utilisé dans l'Armée populaire nationale de la RDA (l'Allemagne de l'Est) de 1956 jusqu'à 1990.

## Équivalence avec les forces armées des autres nations de l'OTAN
- – Tetar
- – 1er sergent-chef et  1er sergent
- – Сержант (transcription : sershant)
- – Sergent
- – Narednik
- – Nadrotmistr
- – Pas d'équivalent
- – Veebel
- – sergent-chef/ maréchal des logis chef
- – Επιλοχίας ((transcription : Epilochias)
- – Törzsőrmester
- – Flokkstjóri 1
- – Sergente maggiore
- – Virsseržants
- – Vyresnysis seržantas
- – N.N.
- – Sergeant der 1re klasse ; Wachtmeester der 1re klasse
- – Pas d'équivalent
- – Starszy sierżant
- – Primeiro-sargento
- – Rotný
- – Višji vodnik
- – Sargento
- – Astsubay Kıdemli Çavuş
- – Старшина (transcription : Starshina)
- – Warrant officer second class (British Army / Royal Air Force)
- – Staff sergeant (US Army) / technical sergeant (USAF)